# Donald Bolen
Donald Bolen (ur. 7 lutego 1961 w Gravelbourgu) – kanadyjski duchowny katolicki, arcybiskup metropolita Reginy od 2016.

## Życiorys
Święcenia kapłańskie otrzymał 12 października 1991 i został inkardynowany do archidiecezji Regina. Przez kilka lat pracował jako duszpasterz parafialny. W latach 2000–2007 był pracownikiem Papieskiej Rady ds. Popierania Jedności Chrześcijan. W 2007 powrócił do Kanady i został mianowany wikariuszem generalnym archidiecezji.
21 grudnia 2009 papież Benedykt XVI mianował go ordynariuszem diecezji Saskatoon. Sakry biskupiej udzielił mu 25 marca 2010 arcybiskup Reginy - Daniel Bohan.
11 lipca 2016 papież Franciszek mianował go arcybiskupem metropolitą Reginy.